# Mike Stone
Mike „Clay” Stone (ur. 1951, zm. maj 2002) – angielski inżynier dźwięku i producent muzyczny.
Stone jest najbardziej znany ze współpracy z takimi artystami i grupami jak America, Asia, Blue Öyster Cult, George Carlin, Daniel Amos (Horrendous Disc), Foreigner, Journey, KISS, Queen, REO Speedwagon, Lou Reed, Frank Zappa oraz Queen.
Na przełomie lat 70. i 80. prowadził również własną wytwórnię płytową Clay Records.
Co ciekawe, w utworze Good Old-Fashioned Lover Boy zespołu Queen, Mike pojawia się jako wokalista (śpiewa na początku bridge’u tego utworu)

## Dyskografia
- 1973 Queen – Queen, inżynier
- 1974 Queen - Queen II, inżynier
- 1974 Queen - Sheer Heart Attack, inżynier
- 1975 Queen - A Night at the Opera, inżynier
- 1976 Queen - A Day at the Races, inżynier, gościnny wokalista (w utworze „Good Old-Fashioned Lover Boy”)
- 1977 Queen - News of the World, inżynier, współproducent
- 1978 Peter Criss – Peter Criss, inżynier
- 1978 Daniel Amos – Horrendous Disc, producent
- 1978 Paul Stanley – Paul Stanley, mikser
- 1981 Journey – Escape, producent
- 1982 Asia – Asia, producent
- 1982 Discharge – Hear Nothing See Nothing Say Nothing, producent
- 1982 Charged GBH – City Baby Attacked by Rats, producent
- 1983 Asia - Alpha, producent
- 1983 Journey - Frontiers, producent
- 1984 Tommy Shaw – Girls with Guns, producent
- 1986 Journey - Raised on Radio, Producer
- 1987 Whitesnake – Whitesnake, producent
- 1996 Ten – Ten, współproducent i mikser
- 1996 Ten - The Name of the Rose, współproducent i mikser
- 1997 Ten - The Robe, mikser